# Óxido de ferro(II,III)
Óxido de ferro(II,III) é o composto químico com fórmula Fe3O4. Ele é um de um número de óxidos de ferro. É encontrado na natureza como o mineral magnetita. Contém tanto íons Fe2+ quanto Fe3+ e é algumas vezes apresentado com a fórmula FeO.Fe2O3, ou como sendo uma associação do óxido de ferro(II) com o óxido de ferro(III). É disponível nos laboratórios como um pó preto. Exibe propriedades magnéticas permanentes e é ferrimagnético, mas algumas vezes incorretamente descrito como ferromagnético.
Seu uso mais extensivo é como um pigmento preto o qual é mais sintetizado que extraido do mineral naturalmente disponível, já que o tamanho e forma de suas partículas pode ser variado pelo processo de produção.